# István József Bolkay
István József Bolkay est un zoologiste yougoslave, né le 2 mars 1887 à Rimaszombat (actuellement en Slovaquie) et mort le 17 août 1930 à Sarajevo.

## Biographie
Ses travaux n'ont malheureusement pas été méthodiquement étudiés par l'histoire des sciences. Cependant, Bolkay est en général associé à l'âge d'or de l'herpétologie hongroise (1896-1915). Il formait, avec les scientifiques Lajos Méhelÿ, Géza Gyula Fejérváry, le groupe des "trois grands" herpétologistes hongrois du musée national hongrois.
 Né dans une famille de charpentiers, Bolkay soutient en 1909 sa thèse de doctorat sur les Anoures à la Pázmány Péter University de Budapest. Peu après sa soutenance, Bolkay entre comme apprenti au musée de Budapest, sous la direction de Méhely. La situation s'envenime rapidement : les méthodes d'étude des reptiles (parmi lesquels les amphibiens étaient alors rangés) de Méhely ne conviennent pas à Bolkay. Sur décision de Méhely, le jeune Bolkay est évincé du musée en 1911. Jusqu'en 1913, il occupe plusieurs emplois. En 1913, il obtient un poste à la faculté de Biologie de l'université de Budapest. Il publie plusieurs articles sur les fossiles des amphibiens hongrois, ou encore un article sur les Ablepharus pannonicus. Enfin, son travail sur l'ostéologie de la famille des Ranidae eut un effet colossal sur l'herpétologie.
Il combat sur les fronts russe et serbe pendant la Première Guerre mondiale. En 1918, il est nommé assistant de l'institut de recherche balkanique de Sarajevo. Peu après, il rentre à Budapest. À l'invitation du nouveau gouvernement yougoslave, il est employé du musée d'État de Bosnie-Herzégovine, à Sarajevo. Pendant les onze années qui suivent, Bolkay souffre de la pauvreté et est contraint d'imprimer ses propres publications (faute de ressources). Son désespoir est accru par des difficultés sentimentales : lié à une femme anglaise, son mariage est, à nouveau pour des raisons financières, impossible.  Finalement, il meurt en 1930, à l'âge de 43 ans.